# (34768) 2001 QK221
2001 QK221 (asteroide 34768) é um asteroide da cintura principal. Possui uma excentricidade de 0.20724440 e uma inclinação de 6.50540º.
Este asteroide foi descoberto no dia 24 de agosto de 2001 por NEAT em Palomar.